# Rudolf Kreuzer

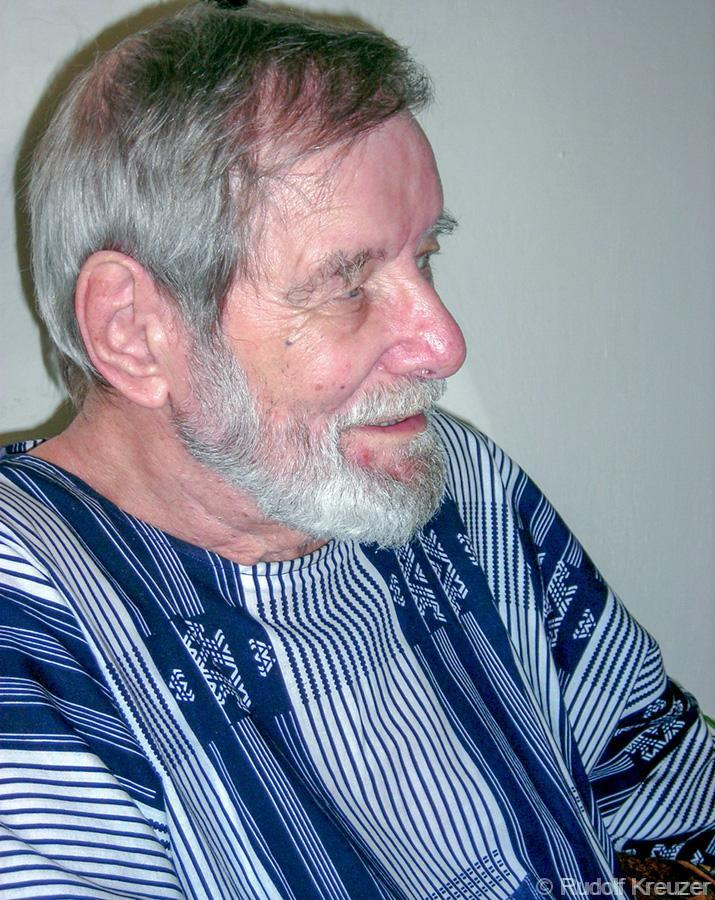
Rudolf Kreuzer, 2009

Rudolf Kreuzer (* 4. Mai 1928 in Innsbruck; † 24. Juli 2010 in Innsbruck) war ein österreichischer Maler, Grafiker, Bühnenbildner, Mosaizist, Bildhauer und (Mit-)Verfasser und Illustrator mehrerer Bücher.

## Leben und Werk
Rudolf Kreuzer wurde 1928 in Innsbruck geboren. Die ersten sechs Jahre seines Lebens verbrachte er als Pflegekind auf einem Bergbauernhof im Sellraintal, da seine Eltern beide arbeiten mussten. Später sollte er diese Zeit als eine der glücklichsten seines Lebens bezeichnen. 1942 begann er eine Lehre in der Tiroler Glasmalerei- und Mosaikanstalt, die 1944 durch die Einziehung zum Wehrdienst unterbrochen wurde. Nach dem Krieg setzte er sein Studium am Mozarteum in Salzburg (bei Architekt Heinz Ludwig) und an der Akademie der Bildenden Künste Wien (Bühnenbildnerei bei Emil Pirchan) fort und arbeitete in der Folge als freischaffender Künstler. Von 1960 bis 1964 war er Gastbühnenbildner am Tiroler Landestheater.
1962 bis 1966 unternahm Rudolf Kreuzer zahlreiche Studienreisen nach Nord- und Zentralafrika (u. a. Tunesien, Gabun, Nigeria, Tschad, Kamerun, Elfenbeinküste, Senegal). Zweimal besuchte er Albert Schweitzer für mehrere Wochen im Urwaldspital in Lambarene. Es entstanden Porträts Albert Schweitzers und afrikanische Landschaftsbilder, die nach der Rückkehr Kreuzers nach Europa reißenden Absatz fanden. Sein bekanntestes Werk im öffentlichen Raum ist „Der Stier“ von 1964, ein Monumentalmosaik an der Fassade des Rauch-Futterwerks in Hall in Tirol. 1968 folgte ein mehrjähriger Aufenthalt in Israel, wo er in einem Kibbuz lebte und einen Lehrauftrag an der Kunstschule von Galiläa in Tel Chai innehatte. Hier schuf er 1968 sein grafisches Hauptwerk, den „Israel-Zyklus“. Diese Blätter „sind das Zeugnis einer radikalen Vereinfachung und Vertiefung; einer Verwesentlichung der Gestalt. Der Mensch ist aus diesen Blättern verschwunden, an seiner Stelle zeigen sich Überreste und Behausung und Leben; Dünen, ferne Hütten; Wüstensonne und Aufgebrauchtes; Knochen und Gerippe.“
Nach seiner Rückkehr aus Israel wandte sich Kreuzer völlig von eigenem künstlerischen Schaffen ab und nahm Anfang der 1970er Jahre eine Lehrtätigkeit in Innsbruck auf, die er krankheitsbedingt nach einigen Jahren beenden musste. In der Folge beschäftigte er sich mit Architektur und Natursteinmosaiken und arbeitete an mehreren Büchern mit.
Das Werk Rudolf Kreuzers ist von Vielseitigkeit geprägt, sowohl in der Wahl der Themen als auch der Arbeitsweisen. Er schuf Porträts, Landschaften, Stillleben, Akte, Blumenstücke, Mosaiken und meisterte die unterschiedlichsten Techniken der Zeichnung und der Malerei, bis hin zu einer von ihm selbst entwickelten spezifischen Wachstechnik. In den Druckverfahren zeichnete sich Rudolf Kreuzer besonders in der Radierung und im Linolschnitt aus. Seine Mosaiken stechen sowohl in künstlerischer als auch handwerklicher Hinsicht hervor.

## Auszeichnungen
- 1955: Erster Preis der Stadt Innsbruck für Malerei[3]
- 1960: Gewinner eines Wettbewerbs zur Gestaltung einer Mosaiksäule für die Schalterhalle der Sparkasse Innsbruck, im selben Jahr ausgeführt.

## Ausstellungen (Auswahl)
- 1961: Grafikausstellung im Kunsthistorischen Institut der Universität Innsbruck
- 1961: Ausstellung im Tiroler Kunstpavillon der Tiroler Künstlerschaft im Innsbrucker Hofgarten
- 1962: Ausstellung „Afrika 62 – Reise zu Albert Schweitzer“, Innsbruck
- 1963: Einzelausstellung „Rudolf Kreuzer – Aquarelle, Tuschzeichnungen, Wachsbilder, Graphik“, Berliner Kunstkabinett Karl Berthold, Berlin
- 1963: Kollektivausstellung Goldschmidt-Kokoschka-Kreuzer-Weiler-Bauerstein-Hochschwarzer-Baur-Stieber-Pol, Galerie Eremitage, Schwaz
- 1963: Einzelausstellung Galerie Eremitage, Schwaz
- 1964: „Zeitgenössische Tiroler Kunst aus dem Besitz der Raiffeisen-Zentralkasse Tirol“, Galerie im Taxispalais, Innsbruck
- 1968: Einzelausstellung „Drawings of Israel by Rudolf Kreuzer“, Nora Art Gallery, Jerusalem
- 1968: Einzelausstellung „Rudolf Kreuzer – Zeichnungen aus Israel“, Galerie Eremitage, Schwaz, und Kunsthandlung Unterberger, Innsbruck
- 2024: Einzelausstellung „Rudolf Kreuzer 1928–2010“, Rabalderhaus, Schwaz[4]

## Werke (Auswahl)
- Zentrum (Färbige Phantasie), 1959, Öl auf Leinwand, 79,7 × 100,2 cm; Innsbruck, Landesverwaltungsgericht, Michael-Gaismair-Straße 1
- Bildnis Rektor Hans Kinzl, 1959–1960, Öl auf Leinwand, 110,8 × 95,2 cm (Rahmenmaß); Innsbruck, Universität Innsbruck
- Mosaiksäule, 1960, Schalterhalle der Sparkasse Innsbruck, Innsbruck, Sparkassenplatz 2
- Mosaiken an der Fassade des Handarbeitsgeschäfts Anton Kogler, nach 1960, Innsbruck, Museumstraße 6
- Bildnis Anna Maria Achenrainer, 1961, Eitempera auf Leinwand, 99,8 × 79,8 cm; Innsbruck, Tiroler Landesmuseum Ferdinandeum
- Bildnis Univ. Prof. Hermann Wopfner, 1961, Eitempera auf Öllasuren auf Leinwand, 93 × 89 cm; Innsbruck, Tiroler Landesmuseum Ferdinandeum
- Bronzemaske Daniel Sailers, 1962, Daniel-Sailer-Schule, Innsbruck, Siebererstraße 9
- Sumpf, 1962, Wachstechnik auf Papier, 62,9 × 78,6 cm; Innsbruck, Tiroler Landesmuseum Ferdinandeum
- Ohne Titel (Sumpf), 1962, Wachstechnik auf Papier, 50 × 70 cm; Innsbruck, Sammlung Raiffeisen-Landesbank Tirol
- Bildnis Albert Schweitzer, 1962, Linolschnitt, 62,5 × 48,9 cm; Privatsammlung
- Der Stier, Mosaik auf der Außenwand des Firmengebäudes von Rauchfutter, 1964, Hall in Tirol, Innsbrucker Straße 81
- Fort Lamy, Tschad, 1966, Wachstechnik auf Leinwand, 50 × 60 cm; Privatsammlung
- Israel, 1968, Mappe mit 12 Siebdrucken, je 50 × 70 cm, Auflage 198, Jerusalem, Israel-Museum